# Wilhelm Rüstow

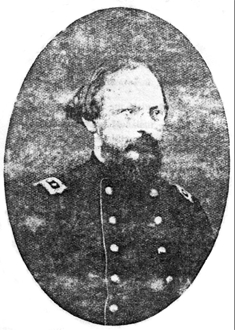
Wilhelm Rüstow um 1865

Wilhelm Rüstow (* 25. Mai 1821 in Brandenburg an der Havel; † 14. August 1878 in Aussersihl bei Zürich) war ein deutscher Soldat, Freiheitskämpfer und Radikaldemokrat, Militärschriftsteller und -historiker. Er war ein Großonkel von Alexander Rüstow.

## Leben
Rüstow studierte Rechtswissenschaften an der Universität Heidelberg und von 1838 bis 1840 an der Artillerie- und Ingenieurschule Berlin. Im Jahre 1840 wurde er Offizier bei der Pioniertruppe der Preußischen Armee. Bereits 1843 erschien anonym sein erstes Buch, die Grundlinien zu einer Philosophie der Befestigungen. 1845 erschienen unter seinem Pseudonym Huldreich Schwertlieb die beiden Schriften Der Deutschen Festungsvertheidiger Stellung und Gefechtskunst und Krieg der Zukunft, in denen er sich bereits für die Erschaffung einer Volkswehr aussprach. Ende 1846 wurde Rüstow nach Königsberg (Preußen) versetzt, wo unter General Leopold von Brese-Winiary seit 1843 die Umwallung der Stadt im Bau war, deren Nutzen er durch anonym publizierte Artikel in der Zeitschrift Minerva in Frage stellte. Rüstow führte im Demokratischen Club öffentliche Debatten und machte sich zudem durch Artikel über Wehrfragen in der Neuen Königsberger Zeitung bekannt. 1847 verbreitete er das Flugblatt Brief eines demokratischen Offiziers an die Männer des Volkes und beteiligte sich aktiv an der Märzrevolution.
Am 25. November 1848 wurde er deswegen vom Dienst suspendiert und hatte eine Reihe von Militärgerichtsverfahren zu bestehen, die anfangs zu seinen Gunsten ausfielen. Als aber am 29. Dezember 1849 sein Buch Der deutsche Militärstaat vor und während der Revolution in Königsberg beim Verlag Samter erschien, wurde er wegen der darin gemachten Aussagen am 18. Januar 1850 verhaftet. Die noch in Preußen greifbare Auflage des Buches wurde beschlagnahmt. Dieses Buch führte zu einem neuen Militärgerichtsverfahren, und dieses Mal wurde Rüstow am 7. März 1850 vom Militärgericht in Posen wegen öffentlicher Anreizung zum Aufruhr und Majestätsbeleidigung zu anderthalb Jahren Festungsarrest, Verlust der Nationalkokarde und Ausstoß aus dem Offiziersstande verurteilt. Auf persönliche Order des Königs Friedrich Wilhelm IV. wurde die Sache erneut vor dem Kriegsgericht in Stettin verhandelt. In der Nacht des 30. Juni 1850 konnte Rüstow aus dem Gefängnis in die Schweiz fliehen. In Abwesenheit wurde er am 6. August 1850 wegen Hochverrats und Majestätsbeleidigung unter anderem zu 31½ Jahren mit anschließender zehnjähriger Polizeiaufsicht verurteilt.

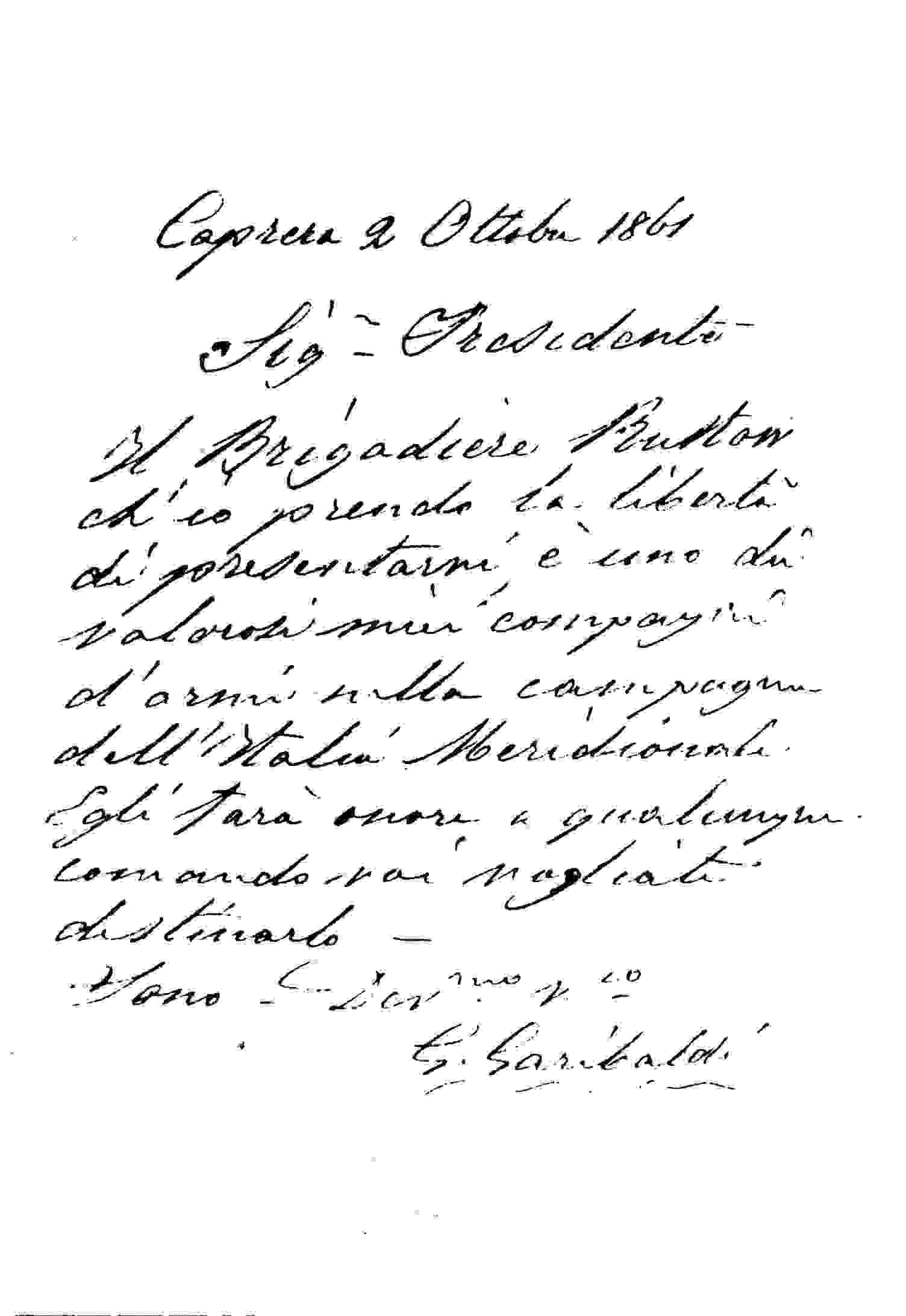
Ermächtigungsschreiben Wilhelm Rüstows durch Garibaldi

Im Exil in der Schweiz verfasste er in Aussersihl in der Nähe von Zürich zahlreiche Bücher über zeitgenössische Kriege, Kriegstheorien und ein militärisches Nachschlagewerk, das weithin Beachtung fand. Er unterhielt Korrespondenzen mit zahlreichen anderen deutschen Emigranten wie Emma und Georg Herwegh oder Hermann Köchly. Vom Wintersemester 1852 bis zum WS 1854 lehrte er als Privatdozent an der Universität Zürich, an der er sich habilitiert hatte. 1853 wurde Rüstow Instructeur im Schweizer Heer. Ein Begnadigungsersuchen scheiterte 1856, obwohl sich der damalige preußische Abgeordnete in Frankfurt Otto von Bismarck für ihn beim König eingesetzt hatte. Im Jahre 1856 erhielt er das Schweizer Bürgerrecht von Bauma und wurde zum Major der Genietruppen befördert.
1857 heiratete Rüstow und wurde Vater. Von den vier Kindern überlebten nur zwei Töchter, die ihre an einer Rückenmarkserkrankung leidende Mutter pflegten.
Im Sommer 1860 nahm er auf Werben von Emma Herwegh am Zweiten Italienischen Befreiungskrieg als Generalstabschef Giuseppe Garibaldis, dann als Kommandant des linken Flügels der Südarmee teil und war am 19. September bei Capua und am 1. Oktober gegen die Neapolitaner siegreich. Nachdem Garibaldi seine Eroberungen König Viktor Emanuel II. überantwortet hatte, kehrte Rüstow als Oberst-Brigadier in die Schweiz zurück. 1864 war Rüstow persönlicher Sekundant von Ferdinand Lassalle und wurde Zeuge, wie dieser am 28. August 1864 bei einem Duell in einem Wäldchen bei Genf tödlich verwundet wurde.
Von 1867 bis 1869 war Rüstow mehrmals auf Einladung der Regierung in Paris, um die Übersetzung eines Teils seiner Werke und die Aufnahme in die Schulbücher zu überwachen. 1870 bot er seine Dienste vergeblich Preußen im Deutsch-Französischen Krieg an und wurde schließlich Oberst im schweizerischen Generalstab. Die Einkünfte aus seinen literarischen Werken ebbten ab und er geriet in finanzielle Nöte. Als am 26. Oktober 1877 rückwirkend durch schweizerischen Bundesschluss ein Lehrstuhl für Kriegswissenschaften am eidgenössischen Polytechnikum in Zürich, der heutigen ETH, errichtet wurde, berief man Rüstow, jedoch wurde schon nach Ende des Winterhalbjahres 1877/78 das Lehramt dem Schweizer Emil Rothpletz übertragen. Am 14. August 1878 erschoss sich Rüstow verzweifelt in seiner Wohnung in Aussersihl bei Zürich durch drei Revolverschüsse. In einem Abschiedsbrief gab er als primären Grund für seinen Suizid an, dass ihm der neugegründete Lehrstuhl für militärische Wissenschaften am eidgenössischen Polytechnikum in Zürich nicht zuerkannt worden sei:

„Wir haben schon gemeldet, daß Wilhelm Rüstow, der politische Flüchtling, der Militär-Schriftsteller und Freund Lassalle's, eine Art Testament hinterlassen hat. Der Wortlaut dieses Testaments, in dem der ganzen Bitterkeit, die Rüstow empfand, Ausdruck verliehen ist, liegt uns heute vor. Vor allen Dingen erwähnt er, daß der Umstand, daß er die ihm zukommende Stelle am Polytechnicum in Zürich nicht bekommen habe, ihn zum Selbstmord trieb. Die Stelle sei mit einem Dilettanten, mit einem Ignoranten besetzt worden, und ihn habe man übergangen. Dann heißt es in dem Testament: ‚Diese Dinge,‘ sagt er, nachdem er mit wenigen Worten den Grund seiner That angegeben, ‚wirkten allmälig zerrüttend auf mein Nervensystem; jedem Menschen, der Gefühl für Anstand und Gerechtigkeit hat, wird das begreiflich sein. Besonders wurden schließlich meine Augen und meine Hände angegriffen, und auf der Brust fühlte ich oft einen brennenden Schmerz; mein Geist ist zwar noch völlig klar und frei, allein muß ich nicht endlich auch für ihn fürchten? Ich habe Opfer an Zeit, Geld und Kraft gebracht, zum Dank schiebt man mich beiseite und schmückt sich mit meinen Federn. Einträgliche Verbindungen habe ich aufgegeben, um meine Arbeit ganz der Schweiz zu widmen, woraus sich natürlich erklärt, daß mir in den letzten Jahren alle Ermunterungen vom Auslande fehlten. Dieser Gedanke verfolgt mich bei Tag und Nacht…[‘]“

Seine beiden jüngeren Brüder Alexander Rüstow d. Ä. und Cäsar Rüstow waren ebenfalls Offiziere und Militärschriftsteller. Sie fielen beide 1866 im Deutsch-Deutschen Krieg.

## Wirken
Wilhelm Rüstow gehört zu den wenigen deutschen Militärschriftstellern, die ihre eigenen praktischen Erfahrungen aus hohen Führungsfunktionen in ihre Schriften einbringen konnten. Seine Werke waren bei Hofe ein beliebtes Gesprächsthema und wurden selbst von Gegnern gewürdigt.
Sein umfangreiches, vielseitiges Werk lässt sich in drei Kategorien einordnen:
- Grundlagenforschung (Allgemeine Taktik, Die Lehre vom kleinen Kriege, Die Feldherrnkunst des neunzehnten Jahrhunderts u. a.)
- Untersuchung zeitgenössischer und historischer Kriege (Der deutsch-dänische Krieg 1864, Griechische Kriegsschriftsteller, u. a.m.)
- Arbeitsmittel der Militärforschung (Militärisches Hand-Wörterbuch, Kriegspolitik und Kriegsgebrauch u. a.)

Bei den Kriegsuntersuchungen muss anerkannt werden, dass Rüstow es in seltenem Maße verstand, die Quellen zu sichten und das Wesentliche vom Unwesentlichen zu trennen, obwohl die Ereignisse erst wenige Monate zurücklagen.
Wilhelm Rüstow gilt als einer der profiliertesten deutschen Vertreter der Volkswehr, deren Idee er in einem Teil seiner Schriften zu untermauern versuchte und die er während des Schweizer Exils im Schweizer Generalstabe mit anderen zusammen im Wesentlichen umsetzen konnte.

„Wilhelm Rüstow, der geistvollste und fruchtbarste Militärschriftsteller unserer Zeit, dessen Urtheil – wenn auch zuweilen parteiisch – doch im Ganzen scharf und treffend ist, sagt in dem angeführten Werke über den Krimkrieg sehr richtig: ‚Die Presse versicherte, der nun beginnende Krieg werde »kurz aber blutig« sein. An der Wahrheit dieser Behauptung zu zweifeln, galt gewissermassen für ein Verbrechen an der Civilisation. Und doch konnte derjenige, welcher unbefangen die Thatsachen betrachtete, unmöglich an sie glauben.[‘]“

## Werke
- (Anonym): Grundlinien zu einer Philosophie der Befestigungen. Eine ehrliche Verständigung über den heutigen Stand derselben, ihre Beziehungen zu Land- und Landesverteidigung, zu den Völkern, Regierungen und Armeen, Von einem deutschen Ingenieur. Leipzig, Binder 1843; archive.org.
- (als Huldreich Schwertlieb): Der deutschen Festungsvertheidiger Stellungs- und Gefechts-Kunst. Leipzig 1845; Digitalisat der Sächsischen Landesbibliothek – Staats- und Universitätsbibliothek Dresden
- (als Huldreich Schwertlieb): Der Krieg der Zukunft. Einige Worte an die junge Generation. Leipzig, Biedermann 1845; archive.org.
- (als Huldreich Schwertlieb): Ein Votum, betreffend die zweckmäßigere, namentlich billigere Gestaltung der preußischen Wehrverfassung durch ihre Begründung auf die ursprünglichen Ideen des Landwehrinstitutes. In: Minerva. Ein Journal für Geschichte, Politik und Gegenwart, hrsg. von Friedrich Bran, 224. Band, 1847, IV.
- (Anonym): Historisch-politische Entwicklung der Frage, ob feste Plätze für die heutige Kriegsführung notwendig oder überflüssig seien? Vier Briefe eines deutschen Ingenieurs. In: Minerva. Ein Journal für Geschichte, Politik und Gegenwart, hrsg. von Friedrich Bran, 221. und 222. Band, Jena 1847 I. u. II.
- Stehendes Heer und Volkwehr: ein Beitrag zu der Bewaffnungsfrage der Gegenwart. Von einem deutschen Offizier. Mannheim 1848; Digitalisat der UB Frankfurt
- Die kriegerischen Ereignisse in Italien im Jahre 1848. Schultheß, Zürich 1848; archive.org.
- Graf Arnim-Boytzenburg (= Adolf Heinrich von Arnim-Boitzenburg): Ueber die Vereidigung des Heeres auf die Verfassung. Beleuchtet von Wilhelm Rüstow. Gerhard, Berlin 1849; Digitalisat der Bayerischen Staatsbibliothek
- Der deutsche Militärstaat vor und während der Revolution. Verlag Adolph Samter, Königsberg 1850; archive.org.
- Was hat die Schweiz von einem Angriff der Heiligen Allianz zu fürchten? Kiesling, Zürich 1850; Digitalisat der Bayerischen Staatsbibliothek
- Ueber die Anwendung von Holzbauten bei provisorischen und Feldbefestigungen. In: Schweizerische Militärzeitschrift, Band 17. 1851; Digitalisat der ETH Zürich
- Der deutsche Militärstaat vor und nach der Revolution.Zweite neu bearb. u. verm. Auflage. Kiesling, Zürich 1851; Digitalisat der Bayerischen Staatsbibliothek
- (mit Hermann Köchly): Gaius Julius Cäsars Memoiren über den Gallischen Krieg. 13. Auflage. Deutsch von H. Köchly u. W. Rüstow. Langenscheidt, Berlin 1851.
- Der Krieg von 1805 in Deutschland und Italien. Als Anleitung zu kriegshistorischen Studien. Meyer und Zeller, Zürich 1852; archive.org.
- Die Lehre von der Anwendung der Verschanzungen nach den allgemeinen Grundsätzen der Kriegskunst für Offiziere aller Waffen bearbeitet. Verlags-Comptoir, Frauenfeld 1853; Digitalisat der Bayerischen Staatsbibliothek
- (mit Hermann Köchly): Griechische Kriegsschriftsteller, Griechisch und Deutsch mit kritischen und erklärenden Anmerkungen. Drei Bände. Engelmann, Leipzig 1853. I. Teil; archive.org.
- (mit Hermann Köchly): Griechische Kriegsschriftsteller, Griechisch und Deutsch mit kritischen und erklärenden Anmerkungen. Drei Bände. Engelmann, Leipzig 1853. II. Teil; archive.org.
- Dietrich von Bülows Bedeutung für die Entwicklung der Kriegswissenschaft. In: Eduard Bülow, Wilhelm Rüstow: Militärische und vermischte Schriften von Heinrich Dietrich von Bülow. Leipzig 1853, S. 113–149; archive.org.
- Der Krieg gegen Rußland, politisch militärisch bearbeitet. I. Band. Schultheß, Zürich 1855; eingeschränkte Vorschau in der Google-Buchsuche.
- Der Angriff auf die Krim und der Kampf um Sebastopol, Übersichtlich dargestellt (Vom Beginn des Feldzuges bis zum Wiener Traktat, Anfang September bis 2. Dezember 1854). Reinmann, Frauenfeld 1855; Digitalisat der Bayerischen Staatsbibliothek
- Untersuchungen über die Organisation der Heere. Schweighauser, Basel 1855; Digitalisat der Bayerischen Staatsbibliothek
- Der Krieg gegen Rußland, politisch militärisch bearbeitet. II. Band. Schultheß, Zürich 1855; archive.org.
- Heerwesen und Kriegführung C.Julius Cäsars. Scheube, Gotha 1855; Digitalisat der Bayerischen Staatsbibliothek
- Anleitung zu den Dienstverrichtungen im Felde für den Generalstab der eidgenössischen Bundesarmee. Schweighauser, Basel 1855.
- Der Krieg und seine Mittel, Eine allgemein fachliche Darstellung der ganzen Kriegskunst. Mayer, Leipzig 1856; archive.org.
- Taktik der verbundenen Waffen für die schweizerische Bundesarmee. Meyer & Zeller, Zürich 1855.
- Mit Hermann Köchly: Einleitung zu C. Julius Cäsars Commentarien über den gallischen Krieg. Scheube, Gotha 1857; Digitalisat der Bayerischen Staatsbibliothek
- Geschichte der Infanterie. Band 1. Gotha, Scheube 1857; archive.org. Band 2. Scheube, Gotha 1858.
- Militärische Biographien. Zürich 1858. Digitalisat
- Militärisches Hand-Wörterbuch nach dem Standpunkte der neuesten Literatur und mit Unterstützung von Fachmännern bearbeitet und redigiert … Zwei Bände. Schultheß, Zürich 1858/59; Supplementband, 1868.
- Der italienische Krieg 1859, politisch militärisch beschrieben. Schultheß, Zürich 1860. Band 1; archive.org.
- Die Lehre vom neueren Festungskrieg, für Offiziere aller Waffen bearbeitet. Förstner, Leipzig 1860; archive.org.
- Die Wahrheit über den preußischen Wehrgesetz-Entwurf. Beck, Nördlingen 1860; Digitalisat der Bayerischen Staatsbibliothek
- Geschichte des ungarischen Revolutionskrieges in den Jahren 1848 und 1849. Band 1. Schultheß, Zürich 1860; Digitalisat der Bayerischen Staatsbibliothek
- Geschichte des ungarischen Revolutionskrieges in den Jahren 1848 und 1849. Band 2. Schultheß, Zürich 1861; Digitalisat der Bayerischen Staatsbibliothek
- Der italienische Krieg 1860. Band 2. Schultheß, Zürich 1861; archive.org.
- Die preußische Armee und die Junker. Meißner, Hamburg 1861; Digitalisat der Bayerischen Staatsbibliothek
- Die Brigade Milano. In: Demokratische Studien, hrsg. von Ludwig Walesrode, II. Band, S. 93–136, Hamburg 1861.
- Erinnerungen aus dem italienischen Feldzuge von 1860. Brockhaus, Leipzig 1861, Band 1; Digitalisat der Bayerischen Staatsbibliothek Band 2
- Das preußische Militärbudget für 1862; Ein Hilfsbüchlein für die preußischen Wahlversammlungen und das neue Abgeordnetenhaus. Janka, Berlin 1862. 2. Auflage; archive.org.
- Von den Hindernissen einer zweckmässigen Heeresbildung und erfolgreichen Kriegführung: militärische Blätter für das Volk. Streit, Coburg 1862. Digitalisat
- (mit Hermann Köchly): Geschichte des griechischen Kriegswesens von der ältesten Zeit bis auf Pyrrhos. Nach den Quellen bearbeitet. Verlags-Comptoir, Aarau 1862; Digitalisat der Bayerischen Staatsbibliothek
- Allgemeine Taktik, nach dem gegenwärtigen Standpunkt der Kriegskunst bearbeitet. Mit erläuternden Beispielen. Schultheß, Zürich 1862; Digitalisat der Bayerischen Staatsbibliothek
- Der italienische Krieg von 1848 und 1849, Mit einer kurzen Kriegstheorie in kritischen Bemerkungen über die Ereignisse. Schultheß, Zürich 1862; Digitalisat der Bayerischen Staatsbibliothek
- Zur Warnung vor den Kompensationen in der preußischen Militärfrage. Meißner, Hamburg 1863; Digitalisat der Bayerischen Staatsbibliothek
- Der deutsch-dänische Krieg 1864, politisch-militärisch beschrieben. Schultheß, Zürich 1864; archive.org.
- Annalen des Königreichs Italien 1861 bis 1863, zwei Bände. Zürich, Meyer und Zeller, und Leipzig, Köhler 1864.
- Die Lehre vom kleinen Kriege. Schultheß, Zürich 1864; Digitalisat der Bayerischen Staatsbibliothek
- Die Lehre vom Gefecht aus den Elementen neu entwickelt für die Gegenwart und nächste Zukunft. Meyer und Zeller, Zürich 1865; archive.org.
- Der Krieg von 1866 in Deutschland und Italien, politisch-militärisch beschrieben. Schultheß, Zürich 1866; eingeschränkte Vorschau in der Google-Buchsuche
- Preussen unter oberjunkerlicher Diktatur. Harrison, London 1866.
- Von der zweckmäßigen Heeresbildung und erfolgreichen Kriegführung und ihren Hindernissen: zur Frage d. Uebergangs vom stehenden Heerwesen zum Milizsystem. 2. verm. Auflage. Streit, Coburg 1866.
- Die ersten Feldzüge Napoleon Bonapartes in Italien und Deutschland 1796 und 1797. Schultheß, Zürich 1867; archive.org.
- (als Wilhelm v. [!] Rüstow): Die russische Armee. Hilberg, Wien 1867. Digitalisat der Bayerischen Staatsbibliothek
- Die Feldherrnkunst des neunzehnten Jahrhunderts. Zum Selbststudium und für den Unterricht. Schultheß, Zürich 1867; Digitalisat der Bayerischen Staatsbibliothek
- L’art militaire au XIXe siècle: études stratégiques et tactiques sur les guerres les plus récentes. 3 Bände. Dumaine, Paris 1875–1880; Digitalisat der UB Heidelberg
- Die Grenzen der Staaten, Eine militärisch-politische Untersuchung. Schultheß, Zürich 1868;  Digitalisat der Bayerischen Staatsbibliothek
- Die Militärschule, allgemeine Einleitung in das Studium der Kriegswissenschaft für Militärs, Staatsmänner und Lehrer. Schultheß, Zürich 1868.
- Atlas zu Cäsars Gallischem Krieg in 15 Karten und Plänen für Studierende und Militärs. Stuttgart, Expedition der Freya 1868; urn:nbn:de:bvb:12-bsb10807437-6 Digitalisat der Bayerischen Staatsbibliothek
- Der Krieg um die Rheingrenze 1870, politisch und militärisch dargestellt. Band 1. Friedrich Schulthess, Zürich 1871; Digitalisat der Bayerischen Staatsbibliothek; Band 2; Band 3; Band 4; Band 5; Band 6
- Strategie und Taktik der neuesten Zeit, Ergänzungen zu des Verfassers strategischen und taklischen Schriften, Zum Selbststudium und für den Unterricht an Militärschulen in erläuternden Beispielen aus der neuesten Kriegsgeschichte. Drei Bände. Schultheß, Zürich 1872–74. Band 1; urn:nbn:de:bvb:12-bsb11282958-5 Digitalisat der Bayerischen Staatsbibliothek
- Kriegspolitik und Kriegsgebrauch, Studien und Betrachtungen. Zürich, Schultheß 1876. Digitalisat
- Entwurf zu einem Leitfaden für den Unterricht in der Taktik an den eidg. Militärschulen. Brugg 1877–1878 (3 Curse, als Manuscript gedruckt).
- Der Krieg in der Türkei, Zustände und 1876. Schultheß, Zürich 1877; Digitalisat der Bayerischen Staatsbibliothek
- Der Orientalische Krieg in seiner neuesten Phase in den Jahren 1877 und 1878. Orell, Füssli u. Co., Zürich 1878. Digitalisat
- Der Cäsarismus: sein Wesen und sein Schaffen, aufgewiesen an einer kurzen Geschichte der römischen Cäsaren von Augustus bis auf die Theilung des Weltreiches. Schmidt, Zürich 1879. Digitalisat

## Nachlass
Rüstows Nachlass ist 1934 von Marcel Herwegh mit den Nachlässen seiner Eltern Emma und Georg Herwegh der Stadt Liestal übergeben worden und wird im Dichter- und Stadtmuseum Liestal aufbewahrt.